# Florianópolis
Florianópolis är en stad och kommun i södra Brasilien och är huvudstad i delstaten Santa Catarina. Centralorten har cirka 250 000 invånare, kommunen cirka 460 000 invånare och hela storstadsområdet cirka 960 000 invånare.

## Administrativ indelning
Kommunen var 2010 indelad i tolv distrikt:
- Barra da Lagoa
- Cachoeira do Bom Jesus
- Campeche
- Canasvieiras
- Florianópolis
- Ingleses do Rio Vermelho
- Lagoa da Conceição
- Pântano do Sul
- Ratones
- Ribeirão da Ilha
- Santo Antônio de Lisboa
- São João do Rio Vermelho

## Storstadsområde
Storstadsområdet, Região Metropolitana de Florianópolis, bildades formellt den 6 januari 1998. Området är indelat i en central del, Núcleo Metropolitano (som består av nio kommuner), och en yttre del, Área de Expansão Metropolitana (som består av tretton kommuner).
Núcleo Metropolitano
- Águas Mornas, Antônio Carlos, Biguaçu, Florianópolis, Governador Celso Ramos, Palhoça, Santo Amaro da Imperatriz, São José, São Pedro de Alcântara

Área de Expansão Metropolitana
- Alfredo Wagner, Angelina, Anitápolis, Canelinha, Garopaba, Leoberto Leal, Major Gercino, Nova Trento, Paulo Lopes, Rancho Queimado, São Bonifácio, São João Batista, Tijucas